# Aenor de Châtellerault
Aenor de Châtellerault ou Aenor de Rochefoucauld  — (Châtellerault,1103 - Talmont-sur-Gironde, março de 1130) foi a filha mais velha de Américo I de Châtellerault e de sua esposa Dangereuse de l'Isle Bouchard.

## Família
Seus avós paternos eram o visconde Bosão II de Châtellerault e Leonor de Thouars. Já seus avós maternos eram Bartolomeu de l'Isle Bouchard e Gerberga de Blaison.
Seus irmãos foram: o visconde Hugo II de Châtellerault, Amable de Châtellerault, e Raul de Châtellerault, senhor de Faye-la-Vineuse.

## Casamento
Aenor de Châtelleraut casou-se antes de 1122 com Guilherme X da Aquitânia, filho de Guilherme IX, segundo marido de sua mãe. Deste casamento nasceram:
1. Guilherme Aigret (1120 - 1130), falecido na infância.
2. Leonor da Aquitânia (1 de abril de 1122 - 31 de março de 1204), Duquesa da Aquitânia, que se casou primeiro com o rei Luís VII de França, e posteriormente com o rei Henrique II de Inglaterra.
3. Petronila da Aquitânia, (c. 1125 - 1153), que foi casada com Raul I de Vermandois, conde de Vermandois.